# Séance Vocibus Avium
Séance Vocibus Avium ist ein Hörspiel von Wolfgang Müller, das am 7. November 2014 vom Sender Bayern 3 ausgestrahlt wurde.

## Der Titel
Der Titel des Hörspiels setzt sich aus einem französischen Wort und zwei lateinischen Wörtern zusammen: séance franz. = Sitzung; vocibus avium lat. = mit den Stimmen der Vögel.

## Geschichte
Mit dem Verschwinden einer Vogelart verstummt auch deren Gesang. Seit 1600 sind mehr als 170 Vogelarten ausgestorben. Neben den Überresten in naturkundlichen Sammlungen sind auch wissenschaftliche Beschreibungen über diese Vögel überliefert worden. In sehr wenigen dieser gibt es Angaben zur Stimme und dem Gesang des Vogels. Seine erste Vogelstimmenrekonstruktion nahm Wolfgang Müller 1994 im staatlichen isländischen rúv 2-Hörspielstudios in Reykjavík selber vor. Es war die Stimme des nordatlantischen, 1844 in Eldey ausgerotteten, flugunfähigen Riesenalk.
2007 bat er die Musiker Anette Humpe, Frieder Butzmann, Françoise Cactus, Brezel Göring und sieben weitere, eine möglichst naturalistische Rekonstruktion des verstummten Vogelgesanges nach den existierenden wissenschaftlichen Angaben vorzunehmen. Die von Müller künstlerisch bearbeiteten wissenschaftlichen Texte spricht Claudia Urbschat-Mingues. Für Séance Vocibus Avium, eine Produktion des Bayerischen Rundfunks von 2008, erhielt Müller als Regisseur und Autor auf den Musiktagen in Donaueschingen den Karl-Sczuka-Preis 2009.
Mit der gehörlosen Schauspielerin Simone Lönne erweiterte er das Genre Hörspiel und schuf 2012 erstmals ein Gebärdenspiel. Séance 2 ist auf der Webseite des Bayerischen Rundfunks 2 als Video zu sehen. Das Sujet ist hier die ausgerottete nordamerikanische Wandertaube, deren Beschreibung in Deutscher Gebärdensprache (DGS) erfolgt. Um Hörende nicht auszuschließen – das Video hat keine Untertitel – können diese, falls sie keine DGS beherrschen, eine PDF-Datei mit dem Gesamttext des Gebärdenspiels herunterladen.